# Nipa krzewinkowa

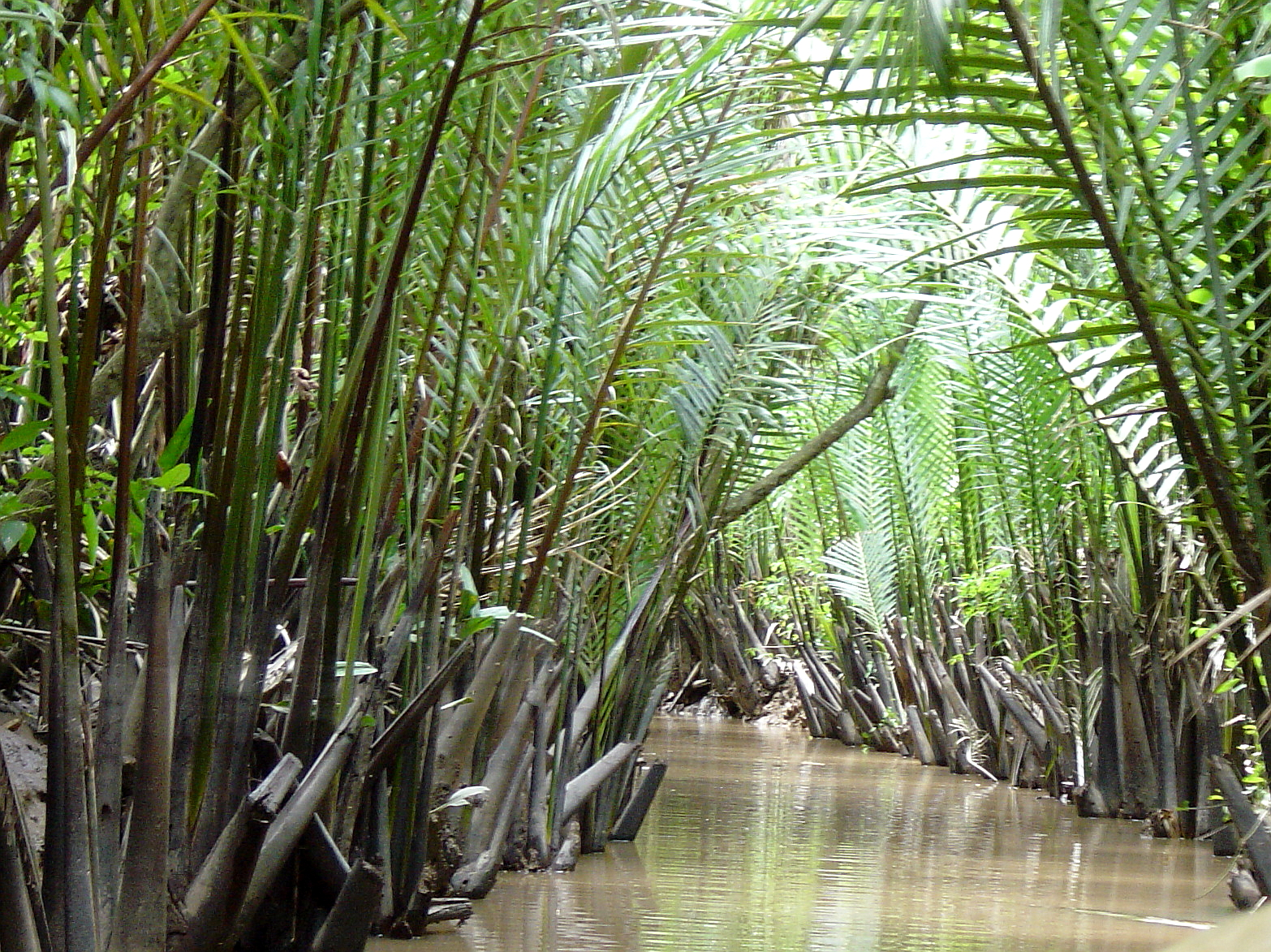
Nipa w delcie Mekongu

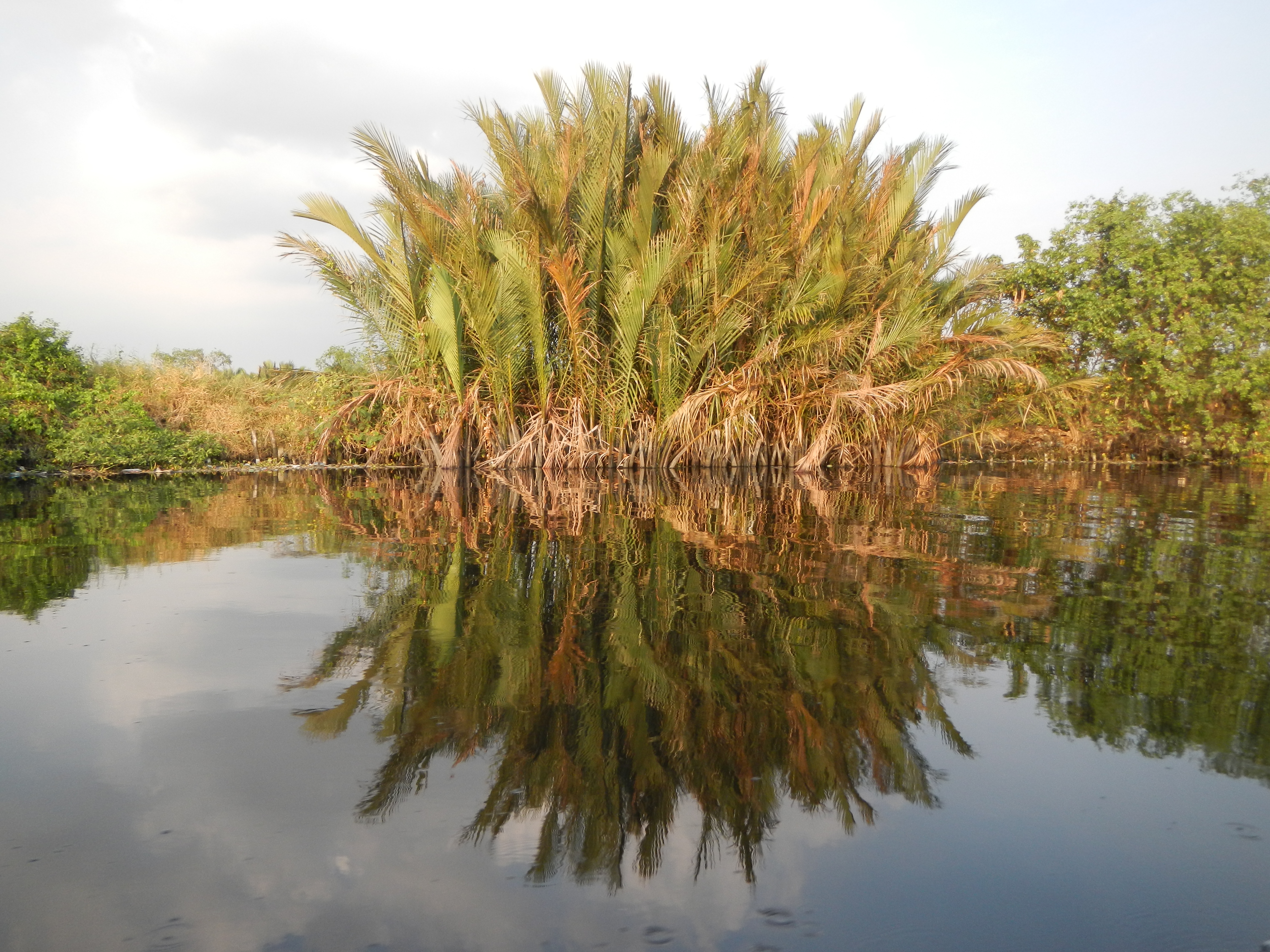
Nipa w Filipinach

Nipa krzewinkowa, niedorośl krzewinkowa, tęporośla krzewinkowa (Nypa fruticans) – gatunek rośliny należący do rodziny arekowatych, czyli palm (Arecaceae). Występuje w Azji południowo-wschodniej (od Sri Lanki po Tajlandię) i dalej poprzez cały Archipelag Malajski po wyspy Riukiu na północy, Wyspy Salomona na wschodzie i Australię na południu. W wielu krajach o klimacie tropikalnym i subtropikalnym jest rośliną uprawianą i w wielu miejscach zdziczałą (np. w Ameryce Środkowej i na północy Ameryki Południowej, w tropikalnej Afryce. 
Rośnie w bagnistym mule w miejscach nisko położonych nad morzami i ujściowymi odcinkami rzek, zalewanych przez pływy morskie, w obrębie namorzynów, często tworząc niemal jednogatunkowe agregacje zwane „nipah”. Gatunek ma wielorakie zastosowania, co związane jest też z tym, że rosnąc w specyficznych siedliskach jest w ich obrębie nierzadko jedynym dostępnym gatunkiem drzewiastym.

## Morfologia i biologia
PokrójNiskopienna palma o kłodzinie osiągającej do 1 m wysokości i płożącym, dychotomicznie rozgałęzionym kłączu, wzdłuż którego dolnej strony wyrastają korzenie. Zwykle wzniesiona kłodzina i kłącze pogrążone są w mule i niewidoczne. Osiągać mogą przy tym średnicę do 60 cm. Rozrastające się i rozwidlające pędy tworzyć mogą w odpowiednich warunkach bardzo rozległe skupienia.
LiścieOgromne, pierzasto podzielone, o długości do 10 m. Rozwija się ich na jednym pędzie od 3 do 15, skupionych w pióropusz na szczycie pędu. Poszczególne liście utrzymują się przez 4 lata na pędach odgrywając istotną rolę w dostarczaniu do nich powietrza, ze względu na silnie rozwiniętą tkankę powietrzną w ogonkach. Ogonki są tęgie i sztywne, u nasady z krótkimi, otwartymi pochwami liściowymi. Poszczególne listki liścia złożonego są bardzo liczne (do 100 po jednej stronie), ułożone w jednej płaszczyźnie, od spodu wzdłuż wiązek przewodzących pokryte są okazałymi, brązowymi włoskami.
KwiatyZebrane są w duże (do 2 m długości) i silnie rozgałęzione kwiatostany (mają rozgałęzienia do V i VI rzędu) wyrastające na tęgich szypułach spomiędzy liści. Kwiaty są rozdzielnopłciowe (rośliny są jednopienne). Zarówno kwiaty męskie, jak i żeńskie, skupione są w gęste główki. Męskie skupione są z wzdłuż rozgałęzień kwiatostanu i okryte brązowymi podsadkami, tworząc w efekcie baziowate kwiatostany złożone otaczające żeńskie główki znajdujące się w centrum kwiatostanu złożonego. Kwiaty męskie mają okwiat złożony z trzech działek kielicha i trzech płatków korony oraz trzy zrastające się pręciki. Kwiaty żeńskie pozbawione są okwiatu i zawierają tylko pojedynczy słupek. W czasie kwitnienia temperatura w obrębie skupionych gęsto kwiatów jest o 10 °C wyższa od otoczenia, co wabi owady zapylające (głównie muchówki, ale też pszczoły i chrząszcze).
OwoceJednonasienne pestkowce skupione w nieregularnie kulistawy owoc złożony. Poszczególne owoce są ciemnobrązowe, spłaszczone i kanciaste, wewnątrz z włóknistym miąższem. Owoce zawierają silnie rozwiniętą tkankę powietrzną, co umożliwia ich rozprzestrzenianie za pomocą wody morskiej. Zarodek kiełkuje już na owocach dojrzewających wciąż jeszcze na roślinie macierzystej, po czym pomaga w zakotwiczeniu się w grząskim podłożu.

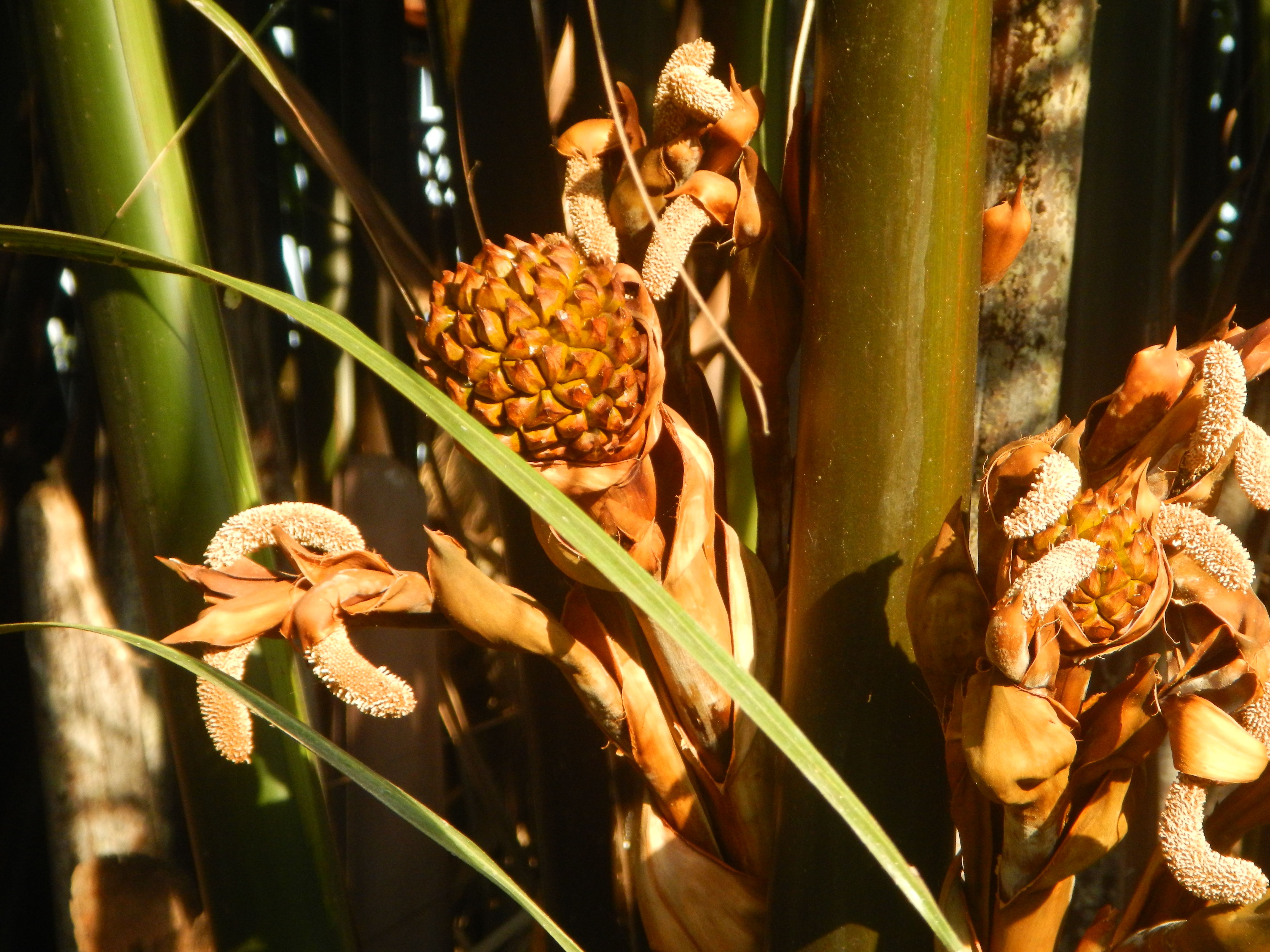
Kwiatostany
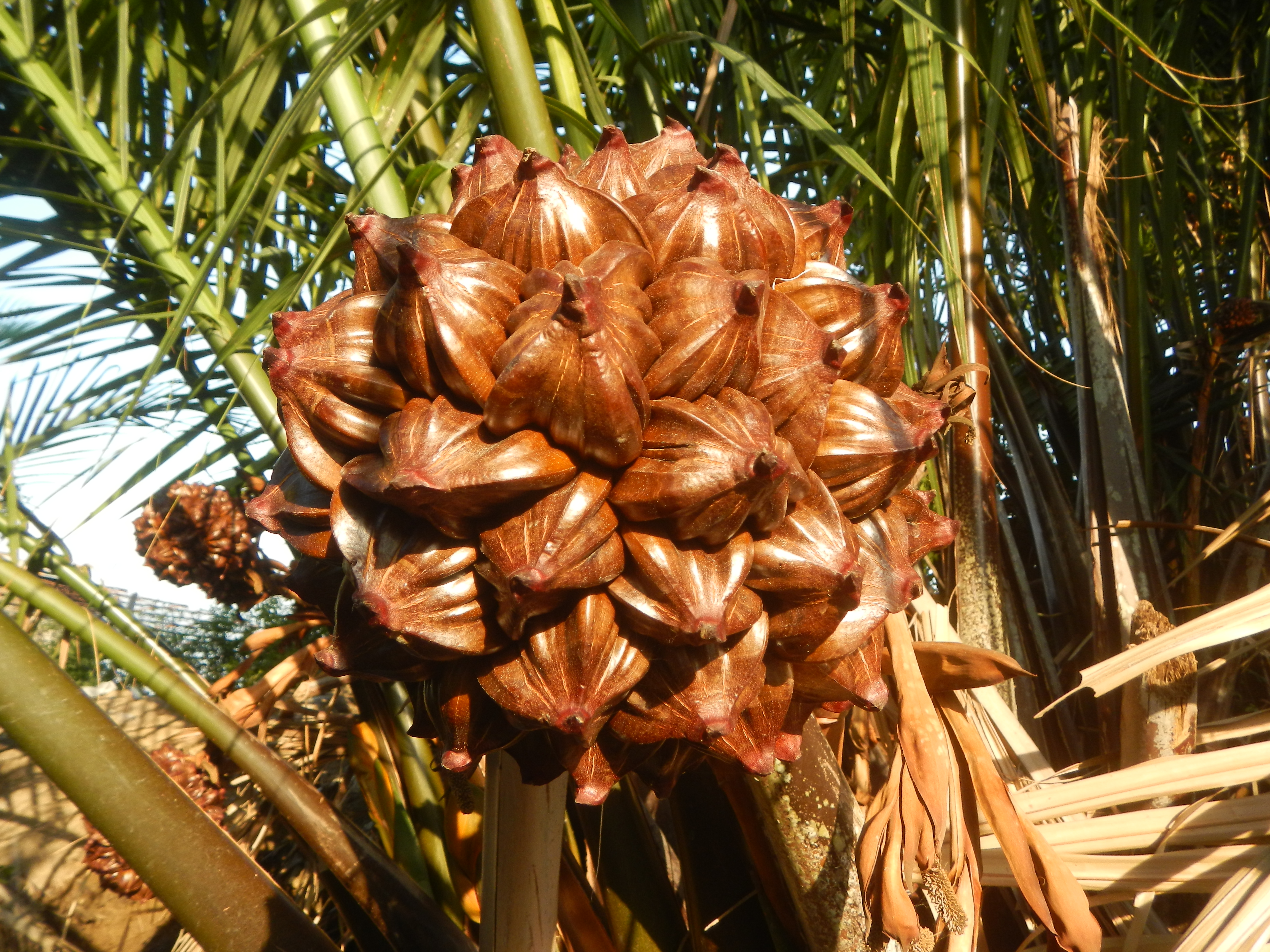
Owoc złożony
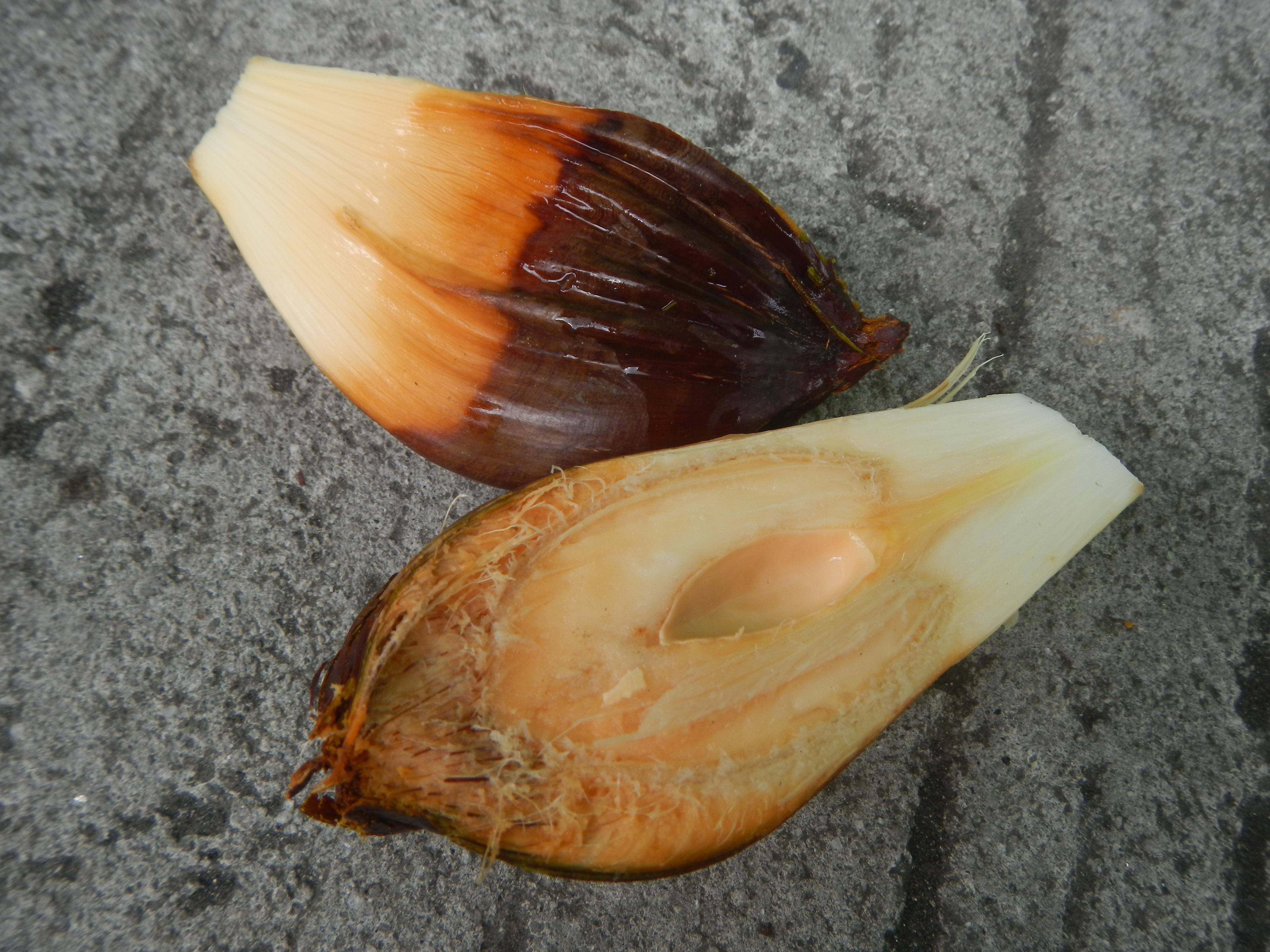
Pojedynczy owoc

## Systematyka i pochodzenie
Gatunek z monotypowego rodzaju nipa Nypa wyodrębnianego w także monotypową podrodzinę Nypoideae w ramach rodziny arekowatych Arecaceae. Zajmuje pozycję siostrzaną względem pozostałych podrodzin arekowatych, z wyjątkiem bazalnej podrodziny Calamoideae. Skamieniałości znane są z kredy i paleogenu z różnych miejsc w obszarze Starego Świata (włączając np. Wielką Brytanię), co interpretowane jest jako wynik rozprzestrzenienia tej rośliny wokół wybrzeży Tetydy. Z drugiej strony skamieniałości owoców mogą być rezultatem ich szerokiej dyspersji drogą morską, niekoniecznie potwierdzającą występowanie tego gatunku w danej lokalizacji. Znajdowane owoce z późnej kredy niemal nie różnią się od współczesnych.

## Zastosowanie
Trwałe, odporne na gnicie liście wykorzystywane są do krycia dachów, wyrobu plecionek, mat, koszy i akcesoriów rybackich. Ze skórki liści wyrabia się bibułkę do papierosów określaną jako „bi-di”, wykorzystywaną także do owijania cygar. Z popiołu po spaleniu liści pozyskuje się sól.
Młode kwiatostany są nacinane dla pozyskania słodkiego soku, z którego pozyskuje się cukier („gula malacca”). Służy on m.in. po zmieszaniu z mleczkiem kokosowym i sago do wyrobu deseru zwanego „Three Palm Pudding” lub „Sago Pudding”. Z soku wyrabia się także wino palmowe. Niedojrzałe nasiona są jadalne w stanie surowym lub kandyzowane. 

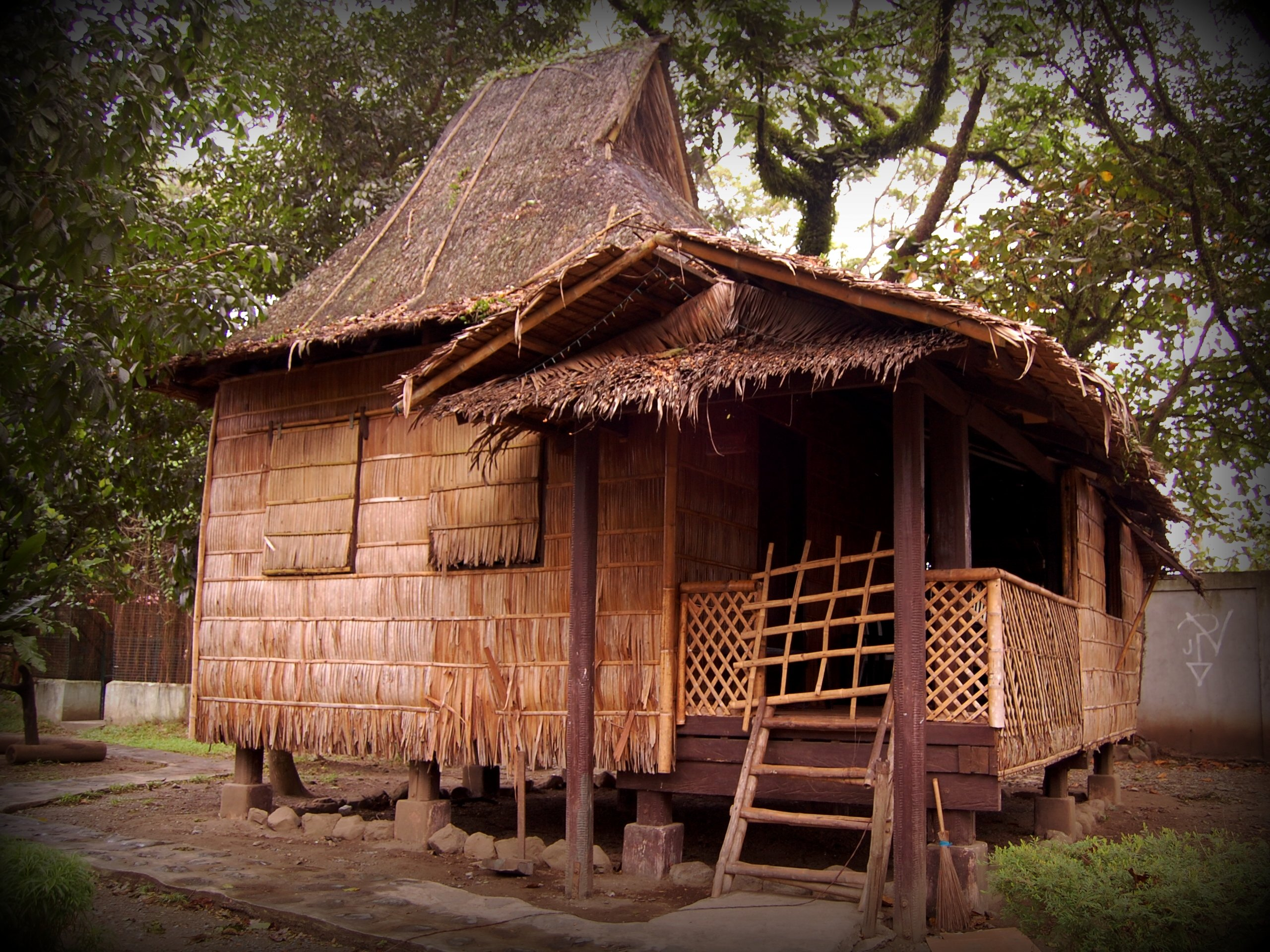
Chata z nipy krzewinkowej
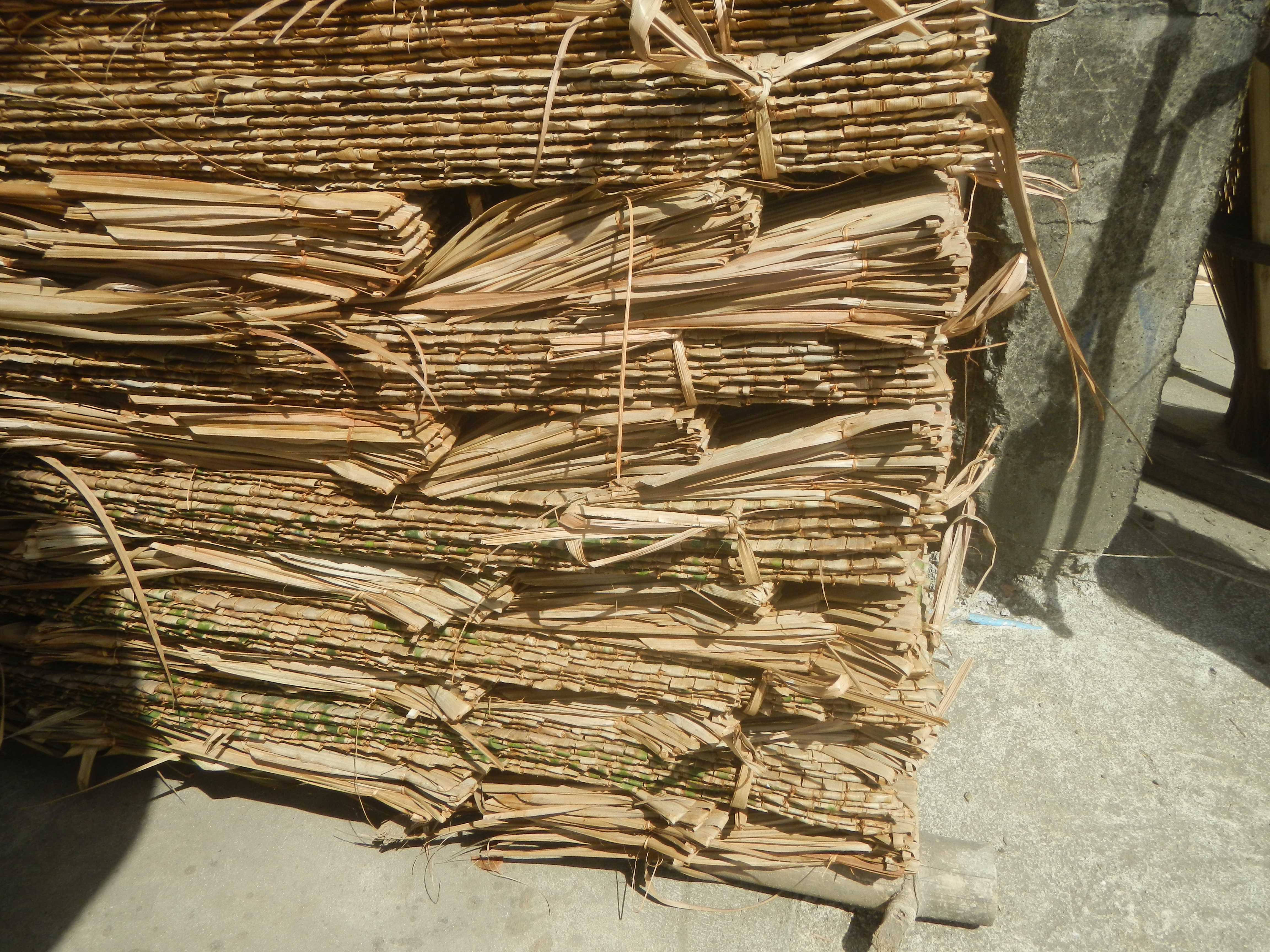
Maty z liści nipy
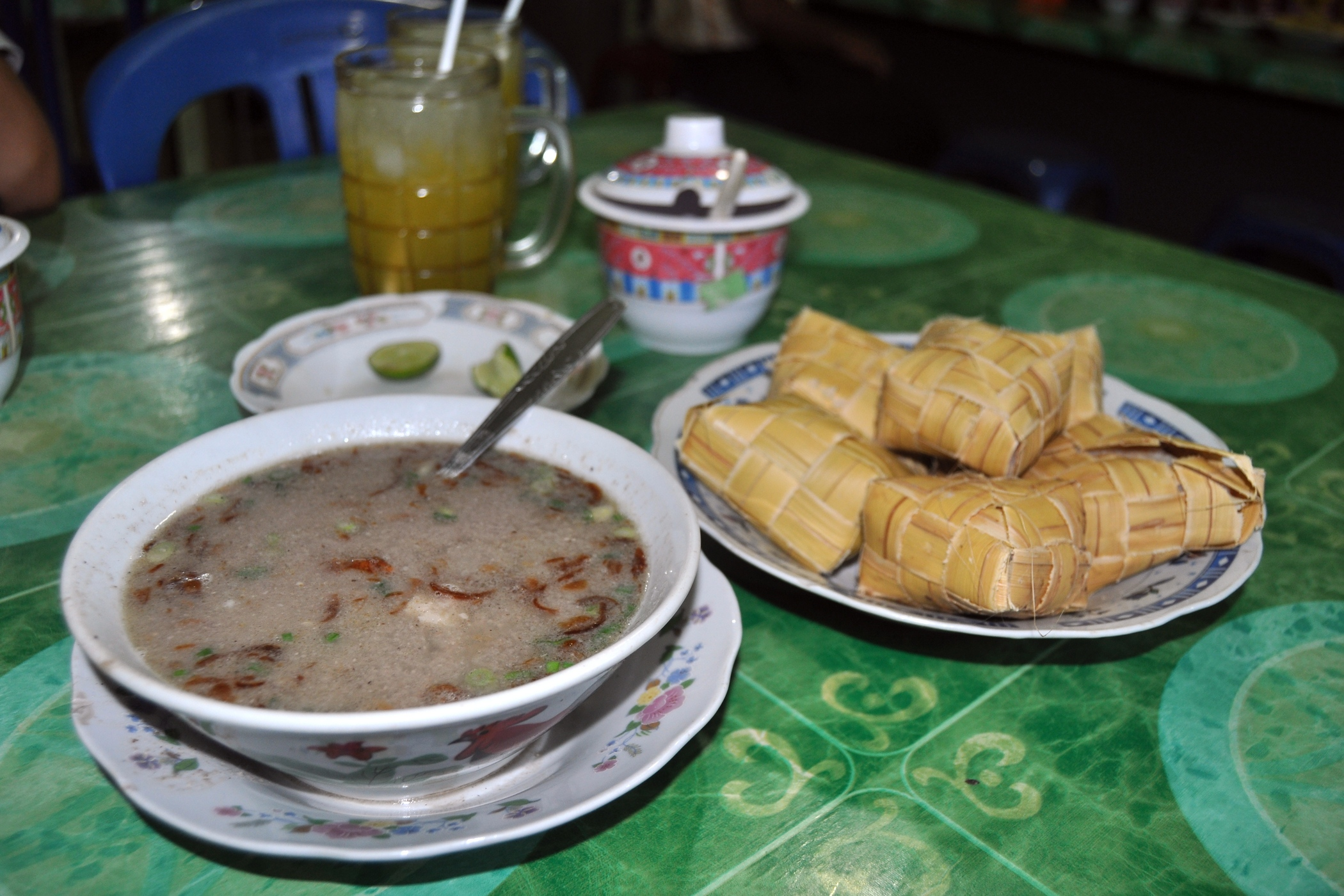
Opakowanie z liści nipy